# معركة المليحة
معركة المليحة معركة وقعت في ريف دمشق خلال الحرب الآهلية السورية

## المعركة
في 3 أبريل الجيش السوري عملية عسكرية واسعة النطاق في محاولة لسيطرة على المليحة وعدة قرى محيطة بها جنوب شرق دمشق التي تسيطر عليها المعارضة وفي اليوم التالي سقط 26 مقاتلا من المعارضة نتيجة الاشتباكات وقصف الطائرات.
ما بين 3 أبريل و 3 مايو قصفت المعارضة دمشق بقذائف الهاون مما اسفر عن مقتل 11 شخصا وفقا لوسائل الاعلام الرسمية.
وفي 13 أبريل سيطر الجيش السوري على مناطق على اطراف المليحة مع استمرار القصف على المدينة.
في 2 مايو شنت المعارضة هجوما معاكسا وسيطروا على الاطراف الشمالية لجرمانا.
في 3 مايو توغل الجيش السوري وسيطر على نصف المدينة وسيطر على ساحة المليحة
في 5 مايو وصل عدد كبير من قوات المعارضة إلى اطراف المدينة.
وقع انفجار في المليحة وقتل 10 جنود في محاولة لفك الحصار عن المدينة في يوليو
وفي 14 أغسطس سيطر الجيش السوري على كامل مدينة المليحة وتمكن 500 مقاتل من المعارضة من الانسحاب إلى داخل الغوطة الشرقية حيث قتل 150 منهم خلال التراجع.